# Economía de la Unión Europea
La economía de la Unión Europea (UE) es la tercera más grande del mundo en términos nominales —detrás de Estados Unidos y China— y según la paridad de poder adquisitivo —detrás de China y Estados Unidos—. El PIB nominal de la UE se estimó USD 16,613 billones en 2022, lo que representaba el 14,8 % de la economía global. Según el Banco Mundial, el PIB per cápita fue de 46 564 dólares internacionales en 2019, comparado con los 65 297 en los Estados Unidos, 43 235 en Japón y 16 829 en China. La economía de la Unión consiste en su Mercado Único de economía mixta basada en el libre mercado, así como en su Unión Económica y Monetaria (UEM), y en unos modelos sociales avanzados que incluyen el Estado del bienestar más desarrollado del mundo. 
La UE está representada como una entidad unificada en la Organización Mundial del Comercio (OMC), el G-20 y el G-7. Desde 2020, China es el principal socio comercial de la Unión en materia de bienes, seguida por los Estados Unidos (EE. UU.) y el Reino Unido. Por lo que se refiere al comercio de servicios, los EE. UU. son el principal socio comercial de la UE, seguidos por el Reino Unido y el resto del Espacio Económico Europeo. En materia de inversión extranjera directa, en 2019 la UE fue el principal proveedor y el principal destino a nivel mundial.
El euro, es la moneda de la eurozona, formada por 20 de los 27 Estados de la Unión. En 2020, la cuota del euro en los pagos mundiales se situó en el 38 % (a la par que el dólar estadounidense). Además, a mediados del mismo año, la proporción del euro en las reservas de divisas ascendía a alrededor del 20 %, mientras que el dólar estadounidense se situaba en torno al 60 %. Por su parte, Euronext es la bolsa de valores más importante de la eurozona.
En 2015 la deuda pública en la UE ascendía al 85 % de su PIB, pero con enormes disparidades entre la más baja, la de Estonia con un 9,7 %, y la más alta, que era la de Grecia con un 176 %. También hay importantes diferencias en PIB per cápita entre los Estados miembros, oscilando en 2019 desde los 121 292 dólares en Luxemburgo a los 24 789 en Bulgaria. En 2021, la desigualdad de ingresos medida por el coeficiente de Gini entre la población de la UE se redujo al 30,1 %.

## Historia

### De 1945 a 2008
Tras el fin de la Segunda Guerra Mundial en Europa, las economías de todos los países de continente quedaron virtualmente destruidas, lo que dio fin a la tradicional hegemonía europea en el mundo. Las dos nuevas superpotencias: tanto Estados Unidos como la Unión Soviética, tenían un poder económico superior al del conjunto de los estados europeos.
Con el fin de ayudar a la recuperación económica de Europa y así evitar que su parte occidental cayera en el comunismo, los Estados Unidos elaboran el Plan Marshall, un plan de ayuda económica que empezó en 1948 y acabó en 1951 y que aportó más de US$12 700 millones a diversos estados europeos (principalmente a Reino Unido, Francia, Alemania, Italia y Países Bajos). La Unión Soviética hizo lo propio con la COMECON.
Con el Tratado de París (1951) se constituye la Comunidad Europea del Carbón y del Acero (CECA), primera piedra del desarrollo económico de la Unión Europea (UE) que desde entonces no ha dejado de consolidarse hasta convertir a la unión en la primera potencia comercial, pues actualmente representa el 20 % de las importaciones y exportaciones mundiales. Con posterioridad a la CECA se inició la liberalización del comercio entre sus Estados miembros, lo que constituye la clave en el éxito de la UE.
Fue entre los 1950 y los 1970 cuando se vivió una etapa con un crecimiento económico fuerte y continuado que acabó con la crisis del petróleo de 1973. Una vez superada esta crisis, los estados europeos volvieron a crecer económicamente, pero nunca tanto como durante aquellos 20 años.
El fin de la Guerra Fría y la disolución del bloque soviético, dio paso a una época para Europa.  La globalización  y la integración económica europea dio paso a la UE, la cual poco a poco se ha consagrado como una nueva superpotencia en el plano económico.
La Estrategia de Lisboa, también conocida como Agenda de Lisboa o Proceso de Lisboa es un plan de desarrollo de la Unión Europea (UE). Fue aprobado por el Consejo Europeo en Lisboa el 23 y 24 de marzo de 2000.

### Desde 2008

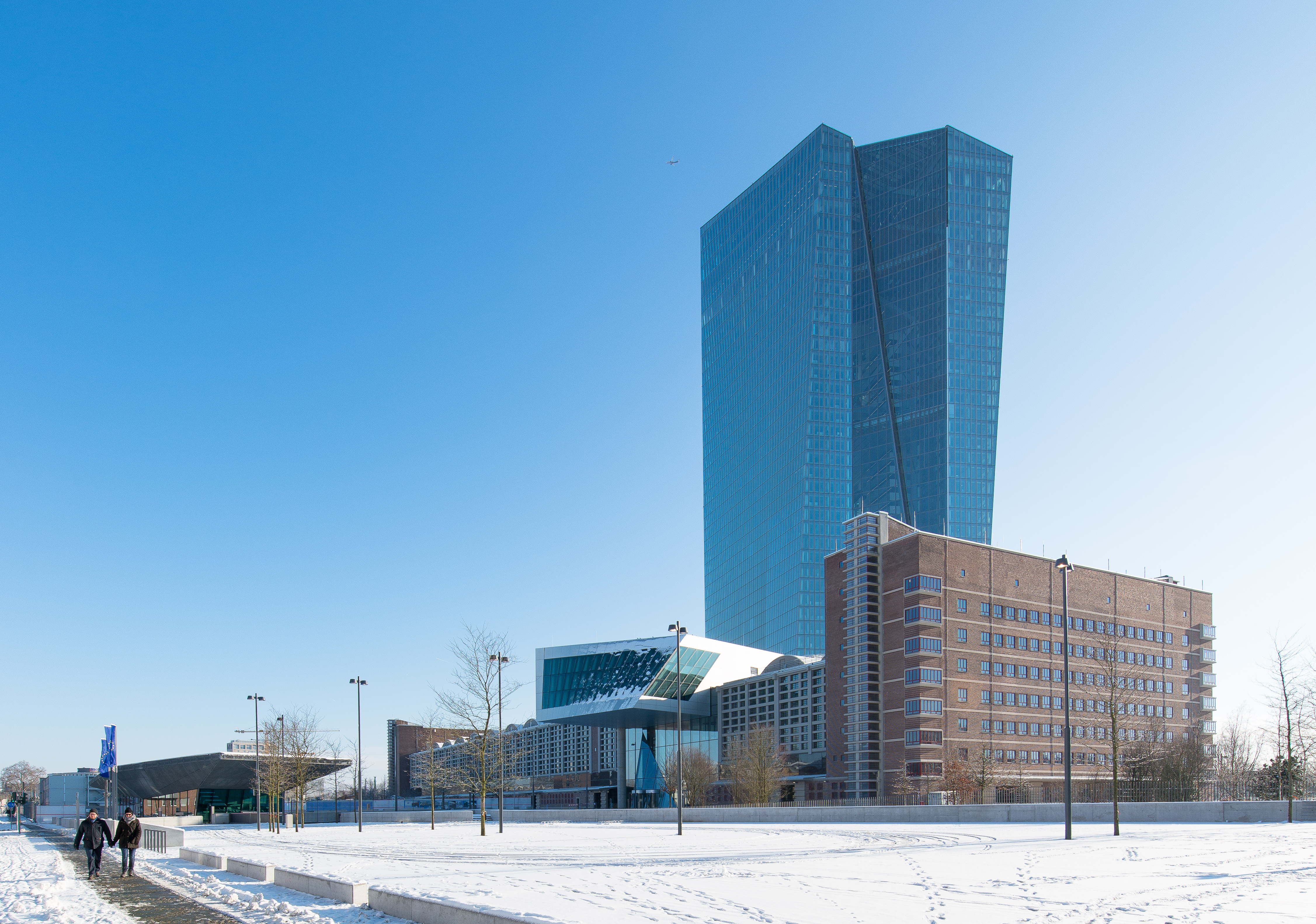

En 2011, la Unión Europea era, en su conjunto, la primera potencia económica del mundo, superando a los Estados Unidos. Según los datos del FMI ese año, el PIB (nominal) de la UE fue de US$15,65 billones (el estadounidense fue de 15,29 billones). Por su parte, el PIB (nominal) per cápita de la UE en 2011 fue de US$34 500, por lo que se sitúa en el puesto número 38 a escala global.
Aun así, desde 2009 la economía europea se encuentra en una crisis económica, la denominada crisis del euro, que ha provocado que el crecimiento económico en estados como Grecia, Irlanda, Portugal, Chipre, España o Italia haya sido negativo en algunos ejercicios. Las causas de la crisis eran diferentes según el país. En algunos de ellos, la deuda privada surgida como consecuencia de una burbuja en el precio de los activos inmobiliarios fue transferida hacia la deuda soberana, y ello como consecuencia del rescate público de los bancos quebrados y de las medidas de respuesta de los gobiernos a la debilidad económica postburbuja. La estructura de eurozona como una unión monetaria (esto es, una unión cambiaria) sin unión fiscal (esto es, sin reglas fiscales ni sobre las pensiones) contribuyó a la crisis y tuvo un fuerte impacto sobre la capacidad de los líderes europeos para reaccionar. Los bancos europeos tienen en su propiedad cantidades considerables de deuda soberana, de modo que la preocupación sobre la solvencia de los sistemas bancarios europeos o sobre la solvencia de la deuda soberana se refuerzan negativamente.
Como consecuencia de esta crisis económica, la UE intenta aumentar la integración económica y política entre sus Estados miembros, habiendo aprobado para ello medidas comunes de carácter fiscal, una mayor coordinación económica de la eurozona, el refuerzo de los fondos de rescate para países en dificultades económicas y adelantando la puesta en funcionamiento del Mecanismo Europeo de Estabilidad. Así mismo, la mayor parte de los Estados de la UE acordaron adoptar el Pacto del Euro, consistente en una serie de reformas políticas dirigidas a mejorar la solidez fiscal y la competitividad de sus miembros.
La Comisión Europea (CE) pronosticó un crecimiento para la zona del euro y el conjunto de la Unión Europea (UE) con un incremento respectivo del PBI del 0,8 % y del 1,3 % para 2015. Para recuperarse de la crisis originada en 2008, los miembros de la Unión firmaron en 2012 el Mecanismo Europeo de Estabilidad Financiera, cuyo objetivo es preservar la estabilidad financiera en Europa, prestando asistencia financiera a los Estados miembros de la Unión Europea en situación de crisis económica.
La refundación de la Unión Europea es el proyecto que busca la reforma institucional y constitucional para adaptar a dicha organización a los futuros cambios globales y avanzar en la integración europea. Fue iniciado en 2017 y ha sido impulsado principalmente por la Comisión Europea y el denominado eje franco-alemán. Aunque el término «refundación» ha sido utilizado especialmente por el presidente de Francia, Emmanuel Macron y su gobierno, diferentes actores políticos se han referido a la situación empleando términos variados para reflejar la voluntad de aumentar la capacidad geopolítica, la autonomía estratégica o la soberanía de la Unión. Por ejemplo, durante la presidencia francesa del Consejo de la UE en 2022, el propio Macron utilizó como eslogan las palabras «relanzamiento, poder, pertenencia».
En medio de la tensión diplomática entre Rusia y la UE y la intensificación de la rivalidad entre China y Estados Unidos, la UE comenzó a debatir la noción de autonomía estratégica, que exige a la organización defender su soberanía y promover sus intereses de manera independiente. Dicha autonomía suele vincularse a la defensa, pero podría ir más allá, teniendo en cuenta que a nivel internacional las capacidades económicas y tecnológicas han ganado relevancia. Sin embargo, varios líderes europeos aspiran a dotar a la UE de las capacidades militares que consideran necesarias para garantizar su defensa en pos de conseguir la autonomía estratégica.
Entre tanto, en Estados Unidos, los gobiernos de Donald Trump y Joe Biden asumieron una postura de relativa ruptura respecto a la UE, lo que ha generado una «pérdida de confianza» en la relación bilateral dentro de la clase política y la opinión pública en la UE. Paralelamente las nuevas relaciones eurobritánicas, tras la salida del Reino Unido de la UE en 2020, se han desarrollado en medio de un reforzamiento de la angloesfera que ha chocado con algunos intereses de la UE.

## Cuestiones actuales
Como ya se ha dicho anteriormente, la Unión Europea es la tercera potencia económica del mundo, solo que no es un país independiente, lo que hace que dicho lugar sea ocupado realmente por la economía de Japón.

### Deuda pública
La deuda pública de la Unión Europea es una medida de las obligaciones de la Comisión Europea. Desde 2020 dicha institución ha movilizado un paquete de ayudas en respuesta a la crisis del COVID-19, acudiendo para ello a la financiación en los mercados internacionales. Estos fondos extraordinarios, financiados con títulos de deuda pública de la Comisión Europea a largo plazo, serán gestionados por cada uno de los Estados miembros que lo soliciten.
La idea que subyace bajo la propuesta de los bonos es el mayor acceso de los gobiernos a la financiación de sus deudas mediante la ampliación de sus oportunidades de liquidez y su seguridad. También se espera que los bonos refuercen el sistema financiero de la eurozona, evitándose mejor futuras crisis.

## Economía por sectores

### Sector Primario

#### Agricultura
La Política Agrícola Común (PAC), llamada a veces Política Agraria Común, es una de las políticas principales que la Comisión Europea elabora y ejecuta junto a los Estados miembros, siendo el principal instrumento regulador en el ámbito de la agricultura en toda la Unión Europea. Ejecutada por el comisario europeo de Agricultura y gestionada por la Dirección General de Agricultura y Desarrollo Rural  (DG AGRI) de la Comisión. Hasta hace poco, operaba mediante un sistema de subsidios y de intervención en el mercado; hasta la década de 1990 la política representaba el 60 % del presupuesto anual de la Unión Europea, y hoy en día aún representa el 40 %.
| Objetivos específicos de la PAC (artículo 39 del TFUE) |
| --- |
| Incrementar la productividad agrícola, fomentando el progreso técnico y asegurando el empleo óptimo de los factores de producción, en particular, de la mano de obra |
| Garantizar así un nivel de vida equitativo a la población agrícola, en especial, mediante el aumento de la renta individual de los que trabajan en la agricultura    |
| Estabilizar los mercados |
| Garantizar la seguridad de los abastecimientos |
| Asegurar al consumidor suministros a precios razonables |

Los controles de precios y la intervención en los mercados tuvieron como resultado la sobreproducción, la cual se almacenaba para mantener los niveles mínimos de precios. Para disponer de este superávit, a menudo se vendían en el mercado mundial internacional a precios por debajo de los precios garantizados por la Unión o, por otra parte, los agricultores a menudo recibían subsidios que equivalían a la diferencia entre los precios mundiales y los de la Unión. Este sistema se ha criticado por vender más barato que la producción de los países en vías de desarrollo. La sobreproducción también ha sido criticada por los ambientalistas por los métodos de producción intensivos. Por otra parte, los que apoyan a la Política Agrícola Común, argumentan que la ayuda económica para los agricultores, les asegura un estándar de vida razonable imposible económicamente si no existiera.
Desde el comienzo de la década de 1990, la política se ha ido reformando. Al principio, estas reformas incluían la política de separar una porción de tierra de la producción, imponer cuotas en la producción lechera, etc. Los gastos agrícolas abandonarán los subsidios relacionados con la producción específica por relacionarlos con el tamaño de las fincas agrícolas, para permitir que el mercado establezca los niveles de producción y a la vez asegurar la renta de los agricultores. Las reformas también incluyen la abolición del régimen de azúcar entre los Estados miembros y las naciones africanas y caribeñas y su relación privilegiada.
Después de la entrada en vigor del Tratado de Roma de 1957, las políticas agrícolas de los Estados miembros de la Comunidad Europea fueron sustituidas por mecanismos de intervención a escala comunitaria. Las bases de la PAC no han cambiado desde entonces, aunque sí lo han hecho las normas relativas al procedimiento decisorio. El Tratado de Lisboa de 2009 ha reconocido la codecisión como «procedimiento legislativo ordinario» de la PAC, en sustitución del procedimiento de consulta.
La agricultura intensiva esta favorecida por la UE, ya que otorga créditos ventajosos para la producción y desgrava impuestos. Su política está orientada al autoabastecimiento, lo que permite la libre circulación de cultivos entre los países miembros. Esta política sitúa a la UE entre las potencias mundiales agroalimentarias, después de China y Estados Unidos. En este tipo de agricultura los terrenos son pequeños pero fértiles, con climas propicios, lo cual permite rendimientos elevados, a fin de lograrlo, se usan abonos, semillas seleccionadas, mano de obra cualificada, instalaciones especiales (silos, establos y frigoríficos). Se cultivan cereales (trigo, avena, cebada, centeno), patata, remolacha azucarera, frutas, hortalizas, lúpulo, lino, girasol, forrajes, entre otros. En los países de la región mediterránea, las llanuras son escasas, por lo que se cultiva en las montañas mediante terrazas. Se cultiva la famosa trilogía mediterránea (trigo, vid y olivo). También se cultivan dátiles, frutas, arroz, tabaco y algodón.
Por su parte, la agricultura extensiva coincide con la Europa central y Oriental, donde se dispone de más tierras y menos cantidad de mano de obra. Se obtienen grandes producciones, a bajo precio, con un rendimiento menor al de la zona occidental, a pesar de la utilización de abonos y semillas seleccionadas más una reciente modernización de maquinaria. Se cultivan cereales, remolacha azucarera, patata, algodón y lino.

#### Ganadería
En la zona Occidental se utilizan razas seleccionadas de ganado vacuno, que dan altos rendimientos de carne y leche, alimentado a una potente industria agroalimentaria. También se crían aves de corral para abastecer a las ciudades. En los países del área mediterránea se crían ovejas, cerdos y cabras, con la práctica de la trashumancia. En prados con buenos pastos se cría ganado vacuno, para la obtención de leche, como en la llanura del Po.

#### Pesca
La Política Pesquera Común (PPC) es la política pesquera de la Unión Europea. Establece cuotas para limitar la cantidad de pescado de cada especie que las flotas pesqueras europeas pueden capturar. En 2004 tuvo un presupuesto de 931 millones de euros, aproximadamente el 0,75% del presupuesto de la Unión Europea.
Forma parte integrante de la política agrícola común.
la pecaderia industrial

#### Explotación forestal
| N.º | Estado miembro | Superficie forestal | Superficie forestal |
| N.º | Estado miembro | en km²              | % territorio        |
| --- | -------------- | ------------------- | ------------------- |
| 1   | Suecia         | 280 730             | 68,4 %              |
| 2   | Finlandia      | 222 180             | 73,1 %              |
| 3   | España         | 184 180             | 36,9 %              |
| 4   | Francia        | 169 890             | 31,0 %              |
| 5   | Alemania       | 114 190             | 32,8 %              |
| 6   | Polonia        | 94 350              | 30,8 %              |
| 7   | Italia         | 92 970              | 31,6 %              |
| 8   | Rumanía        | 68 610              | 29,8 %              |
| 9   | Grecia         | 40 540              | 31,5 %              |
| 10  | Letonia        | 33 560              | 54,0 %              |

La política de conservación ambiental y la silvicultura dan trabajo a unos 3,5 millones de personas, con lo que se erige como uno de los mayores productores y consumidores mundiales de este recurso, después de Estados Unidos y China. En la UE, las superficies forestales representan cerca de un 40 % del territorio de la unión. Solo la península ibérica produce por sí misma el 80 % del corcho mundial. En el caso de los países escandinavos, una parte de su economía se basa en la explotación forestal, los cuales aplican una explotación racional mediante leyes rigurosas de control de tala y reforestación. La producción es elevada y parte de esta se destina al mercado interno de otros Estados miembros.
Varios países de la UE utilizan el bosque para proteger el suelo contra la erosión y luchar contra los efectos del clima, siendo Dinamarca, España, Irlanda y Francia los que han iniciado la repoblación forestal.

### Sector secundario

#### Industria
La industria es el segundo sector en importancia, el segundo que contribuye al PIB (28 %) y el segundo en ocupar a la población activa (30 %).
El desarrollo industrial de la UE ha sido extraordinario debido al uso masivo de las fuentes energéticas, lo cual permitió la mecanización y automatización de casi todos los procesos. Las grandes inversiones, las investigaciones, las telecomunicaciones, hacen que las empresas europeas sean eficientes y competitivas, con marcas de renombre mundial.
En los países de la Unión Europea se encuentran un gran número de materias primas para la industria, aunque no son suficientes para alimentarla por completo. La industria europea produce, sobre todo, bienes de consumo de alto valor añadido y con poco factor tierra. Los sectores fundamentales son: la siderometalurgia, una de las más antiguas del mundo; las industrias químicas pesadas; las industrias de bienes de equipo; la metalurgia de transformación, automóvil, aeronáutica y la construcción naval; y la industria ligera y de tecnologías avanzadas.
La región industrial ha experimentado un impulso económico en los últimos 30 años hasta convertirse en uno de los polos de desarrollo de la economía mundial. Especial importancia tiene la aeronáutica (fábricas Airbus) superando a la estadounidense Boeing en número de pedidos en 2015, así como numerosas empresas de material electrónico e informático (Siemens, Philips, Electrolux, Bosch, Vodafone, Movistar, Orange, Deutsche Telekom, Nokia entre otras). La importancia de la industria puede apreciarse por el lugar que ocupan sus empresas, entre las más importantes del mundo. El grupo más destacado es el de la industria automovilística (Volkswagen, Dacia, Lamborghini, Land Rover, Renault, Volvo, Fiat, Peugeot, entre otras...).
Además, cuatro de sus países se encuentran entre las economías más industrializadas del planeta, siendo estasː Alemania, Francia, Italia y España, los tres primeros además forman parte del G8.
La Banana Dorada, también denominada en ocasiones Cinturón del Sol (en inglés, Sunbelt) es el nombre dado al área densamente poblada y urbanizada que se extiende entre Cartagena al oeste y Génova al este a lo largo de la costa del mar Mediterráneo. Es un término usado por analistas al referirse a los diferentes fenómenos de urbanización en Europa. Fue acuñado en el informe Europe 2000 por la Comisión Europea en 1995 de manera análoga a la Banana Azul.
La región destaca por su importancia en las actividades relacionadas con las tecnologías de la información y la comunicación (TIC), la industria y como destino turístico de primer nivel.

#### Sector energético
La UE alberga importantes reservas de carbón, petróleo y gas natural, aunque son insignificantes en comparación con otras regiones del mundo como Rusia, América Latina u Oriente Medio. Por países, las mayores reservas petroleras son explotadas por Dinamarca, Alemania, Italia, Rumanía y Holanda.
En 2001 la UE en conjunto produjo 3 424 000 barriles por día, consumiendo sin embargo 14 590 000 (2001) barriles diarios.
Todos los países han ratificado el Protocolo de Kioto, y la UE ha sido históricamente uno de sus máximos defensores.
La estrategia energética de la Unión Europea podría definirse como el conjunto de actuaciones emanadas desde la Comisión, el Consejo y el Parlamento, recogidas en los Tratados y ratificadas por los Estados miembros para actuar sobre la cantidad, coste y disponibilidad de las distintas fuentes de energía, con una especial consideración a la preservación del medioambiente, a la seguridad en el abastecimiento y a la autonomía estratégica.
La UE ha tenido el poder legislativo en el ámbito de la política energética a lo largo de su existencia, teniendo sus raíces en la originaria Comunidad Europea del Carbón y del Acero. La introducción de una política obligatoria e integral de la energía fue aprobada en la reunión del Consejo Europeo en octubre de 2005, y el borrador de la política fue publicado en enero de 2007.
La Comisión tiene cinco puntos clave en su política energética: aumentar la competencia en el mercado interior, fomentar la inversión y aumentar las interconexiones entre las redes de electricidad, diversificar las fuentes de energía con mejores sistemas para responder a una crisis, establecer un nuevo marco para la cooperación energética con Rusia, al tiempo que pretende mejorar las relaciones con los estados ricos en energía de Asia Central y del Norte de África, el uso de las fuentes de energía existentes de manera más eficiente y el aumento del uso de las energías renovables y, finalmente, aumentar la financiación de nuevas tecnologías energéticas.

#### Minería
Europa posee importantes yacimientos de carbón y hierro que favorecieron su revolución industrial y su posterior desarrollo económico y político. En la UE, el consumo de minerales es muy elevado, lo que demuestra el alto nivel de desarrollo económico alcanzado por los países de la región. En la actualidad, ha cobrado auge el reciclaje, reduciendo la explotación de minerales.
Los estados con mayor producción de hierro y zinc son Francia y Alemania. Mientras Austria, Polonia y República Checa cuentan con importantes depósitos de carbón. Hungría posee la mayor reserva de bauxita de toda la UE, destinada a la producción de aluminio. España es el mayor productor de mercurio y un destacado productor de oro, carbón y hierro; mientras Italia destaca por la obtención de sal, potasa, manganeso y carbón.
Para la conservación del medio ambiente, el Parlamento Europeo prohibió la minería a cielo abierto con cianuro en todos los países miembros, cerrando las puertas a las mineras que no hayan superado este tipo de tecnología para la obtención de oro y plata.

#### Plan Industrial del Pacto Verde
| Tenemos un plan. Un plan industrial que forma parte de nuestro pacto verde. Nuestro plan para hacer de Europa [UE] el hogar de la tecnología limpia y la innovación industrial en el camino hacia la neutralidad de carbono. Vídeo externo del discurso de Von der Leyen sobre el Plan Industrial (Este archivo está alojado en un sitio fuera de la Fundación Wikimedia.) |

En enero de 2023, durante el Foro Económico Mundial, la presidenta de la Comisión Europea, Ursula von der Leyen, anunció el Plan Industrial del Pacto Verde que busca contrarrestar el impacto de las subvenciones para atraer las «capacidades industriales a China o a otros lugares» en la economía comunitaria y desarrollar una legislación para un tejido de cero emisiones con «objetivos claros» antes de 2030. Según Von der Leyen, el plan pretende abarcar la cualificación profesional, el entorno normativo, la financiación y el comercio internacional, centrándose en agilizar permisos para facilitar la inversión en los sectores cruciales de la cadena de suministro para alcanzar el objetivo de cero emisiones netas. Para tal fin, la Comisión Von der Leyen presentará una ley de Industria Cero Neto, similar al proyecto legislativo sobre semiconductores, que fijará objetivos "claros" para la tecnología limpia europea a partir de 2030.

### Sector terciario

#### Comercio
La UE es miembro de la Organización Mundial del Comercio (OMC) desde el 1 de enero de 1995, y a su vez, los 27 Estados miembros de la Unión son miembros de la OMC. Es importante destacar que la UE es la primera potencia comercial del planeta, ya que representa más del 20% del comercio internacional (importaciones y exportaciones). En su interior, Alemania tiene el mayor mercado de la Unión atendiendo a su PIB.
La UE es el principal socio comercial de Rusia, la mayoría de países africanos, los países europeos no pertenecientes a la UE y, a partir de 2005, también de la República Popular China, con la que las transacciones superan los 100 000 millones de euros al año.

##### Negociaciones bilaterales de comercio
El Efecto Bruselas (en inglés: The Brussels Effect) es un término acuñado en 2012 por la profesora Anu Bradford de Columbia Law School y nombrado según el similar “Efecto California” que puede ser visto en los Estados Unidos. La tesis de Bradford es que la fuerza de la Unión Europea radica en su capacidad de crear un marco regulador común.
Acuerdo de cooperación y comercio con el Reino Unido
El Acuerdo de cooperación y comercio entre la Unión Europea y el Reino Unido (ACC) es un Tratado de libre comercio acordado el 24 de diciembre de 2020, entre la Unión Europea, Euratom y el Reino Unido. Ha estado en vigencia provisoria desde el 1 de enero de 2021, finalizó el periodo de transición Brexit el 31 de diciembre de 2020, y hasta el 30 de abril de 2021.
El acuerdo que rige la relación entre la UE y el Reino Unido después de la salida del Reino Unido de la Unión Europea se concluyó después de ocho meses de negociaciones. El acuerdo establece el libre comercio de bienes y el acceso mutuo limitado al mercado de servicios, así como mecanismos de cooperación en un rango de ámbitos políticos, disposiciones transitorias sobre el acceso de la UE a la pesca del Reino Unido y la participación del Reino Unido en algunos programas de la UE. En comparación con el estado anterior del Reino Unido como Estado miembro de la UE, pone fin a la libre circulación de personas entre las partes, la participación en el Mercado Único Europeo y la Unión Aduanera, la participación del Reino Unido en la mayoría de los programas de la UE y la autoridad del Tribunal de Justicia Europeo en solución de controversias.
Asociación con Estados Unidos
La Asociación Transatlántica para el Comercio y la Inversión (ATCI), conocido en lengua inglesa como Transatlantic Trade and Investment Partnership (TTIP) o Transatlantic Free Trade Area (TAFTA) o Área de Libre Comercio Trasatlántico, fue una propuesta de acuerdo comercial entre la Unión Europea (UE) y los Estados Unidos, con el objetivo de promover el comercio y el crecimiento económico multilateral. Las negociaciones fueron detenidas por el presidente de los Estados Unidos, Donald Trump, quien luego inició un conflicto comercial con la UE. Trump y la UE declararon una especie de tregua en julio de 2018, reanudando las conversaciones que parecían similares al TTIP. El 15 de abril de 2019, la Comisión Europea declaró las negociaciones «obsoletas y ya no relevantes».
Sus defensores argumentaban que el acuerdo sería beneficioso para el crecimiento económico de las naciones que lo integrarían, aumentaría sobremanera la libertad económica y fomentaría la creación de empleo. Sin embargo, sus críticos argumentan que éstas se producirían a costa del aumento del poder de las grandes empresas y desregularizaría los mercados, rebajando los niveles de protección social y medioambiental de forma drástica. Así, se limitaría la capacidad de los gobiernos para legislar en beneficio de los ciudadanos así como el poder de los trabajadores en favor del de los empresarios. Sus mayores críticos también lo califican de una pesadilla para la democracia. El gobierno de Estados Unidos considera la asociación como un complemento a su Acuerdo Estratégico Trans-Pacífico de Asociación Económica. En cambio la Comisión Europea es duramente criticada por el secretismo con el que está llevando las negociaciones, de espaldas a la opinión pública.
Después de que un primer borrador del proyecto se filtrara en marzo de 2014, la Comisión Europea lanzó un programa para consultar a los ciudadanos interesados, aunque solo sobre un número limitado de cláusulas.
Tratado de Libre Comercio con Corea del Sur
Acuerdo Integral con Canadá
El Acuerdo Integral sobre Economía y Comercio o Acuerdo Económico y Comercial Global (AECG), más conocido por sus siglas en inglés  CETA (Comprehensive Economic and Trade Agreement), es una propuesta de tratado de libre comercio entre la Unión Europea y Canadá.
Al igual que con el TTIP, este acuerdo ha sido ampliamente criticado por el secretismo en el que se han desarrollado las negociaciones y por las posibles consecuencias laborales, jurídicas, sanitarias o medioambientales.
Sectores importantes de la población de los países de la Unión Europea se oponen a la firma de este acuerdo de libre comercio[cita requerida] con protestas en las calles y piden una consulta popular.[cita requerida]
Acuerdo comercial con Colombia, Perú y Ecuador
Desde el año 2017 para Perú y para Colombia ha sido beneficioso, debido a que ha incrementado su volumen de intercambio, ha aumentado en un 6,8% para los dos países que lo firmaron en el 2013. Para Colombia presentó un aumento de 15.7% y para Perú del 20%, Ecuador recién llegado no ha tenido mayor participación en lo que respecta a intercambios.
Acuerdo comercial con el Mercosur
Tratado de Libre Comercio con México

#### Transporte
La Unión Europea es la cuna del ferrocarril, además de disponer de las más modernas y eficientes infraestructuras de transporte del mundo. Cuenta igualmente con los más capaces sistemas de metro del mundo. El metro de la capital francesa es el que tiene la red más tupida y de circulación más eficiente, ofreciendo 16 líneas que dan servicio a 300 estaciones. El metro de Madrid es también uno de los más importantes, y ocupa el octavo puesto del mundo con una igualmente densa red en su zona centro. El tráfico aéreo es muy intenso debido a las enormes distancias del continente y la gran movilidad de las personas por motivos laborales, aunado a las elevadas condiciones de vida de los Estados miembros. Los principales centros aéreos son el Aeropuerto de París-Charles de Gaulle siendo unos de los más importantes centros de aviación en el mundo, el Aeropuerto de Fráncfort del Meno y el de Ámsterdam Schiphol.
Las Redes Transeuropeas de Transporte, (abreviadamente,  RTE-T y en idioma inglés, Trans-European Transport Networks, TEN-T) son un conjunto planificado de redes prioritarias de transporte planificadas por la Dirección General de Movilidad y Transportes (DG MOVE) de la Comisión, para facilitar la comunicación de personas y mercancías a lo largo de toda la Unión Europea (UE).
Las TEN-T pertenecen a un sistema más amplio, el de las Redes Transeuropeas (TEN), en el que se incluyen además las redes de telecomunicaciones (eTEN) y energía (TEN-E), que fueron establecidas en 1990.

#### Turismo

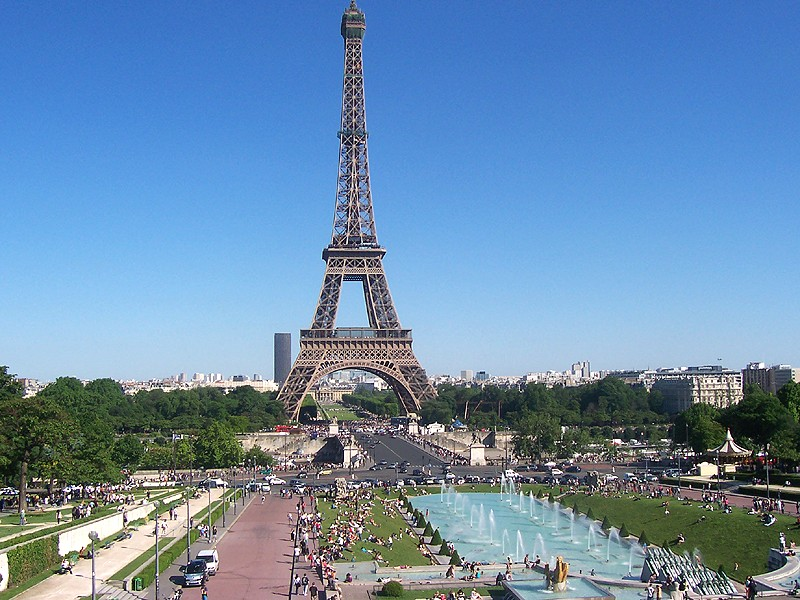
La Torre Eiffel en París. Francia es el país más visitado del mundo

La Unión Europea es un importante destino turístico, que atrae a visitantes de fuera de la Unión y los ciudadanos que viajan dentro de ella. El turismo interno se hace más conveniente por el Tratado de Schengen y el euro. Todos los ciudadanos de la Unión Europea tienen derecho a viajar a cualquier Estado miembro sin la necesidad de un visado.
Francia es el destino turístico  número uno del mundo para los visitantes internacionales, seguido por España, Italia, y Alemania. Sin embargo, cabe señalar que una proporción significativa de los visitantes internacionales a los países de la UE proceden de otros Estados miembros.

#### Sector financiero

##### Banco Europeo de Inversiones
El Banco Europeo de Inversiones  (BEI) es el órgano financiero de la Unión Europea (UE). Fue creado en 1958 en el marco de los Tratados de Roma y su sede está en Luxemburgo. Tiene por misión contribuir al desarrollo equilibrado del territorio de la Unión a través de la integración económica y la cohesión social.
Los accionistas del BEI son los Estados miembros de la Unión Europea y está dirigido por el Consejo de Gobernadores, compuesto por los ministros de economía y hacienda de dichos estados. 
Fuera de la Unión, el BEI apoya las estrategias de preadhesión de los países candidatos a formar parte de la Unión y aplica el apartado financiero de los acuerdos celebrados en el marco de las políticas europeas de ayuda y cooperación al desarrollo.
Esta institución otorga más 75.0000 millones de euros al año en créditos. El BEI no concede financiación general a un Estado, sino que cofinancia proyectos concretos, de manera parcial y subsidiaria.

## Unión Económica y Monetaria
La Unión Económica y Monetaria (UEM) de la Unión Europea (UE) es un grupo de políticas destinadas a hacer converger las economías de los Estados miembros de la Unión Europea en tres etapas.

### Euro
El euro (EUR o €), también llamada «moneda única», es la moneda oficial de la eurozona, la cual está formada actualmente por 20 de los 27 Estados miembros de la Unión Europea (UE): Alemania, Austria, Bélgica, Chipre, Croacia, Eslovaquia, Eslovenia, España, Estonia, Finlandia, Francia, Grecia, Irlanda, Italia, Letonia, Lituania, Luxemburgo, Malta, Países Bajos y Portugal. Dinamarca, que posee una cláusula de exclusión, ha decidido mantenerse al margen de la adopción del euro. Los 6 Estados restantes están obligados a adoptar el euro según los Tratados constitutivos de la Unión. Además, 4 micro-Estados europeos tienen acuerdos con la Unión Europea para el uso del euro como moneda: Andorra, Ciudad del Vaticano, Mónaco y San Marino. Por otra parte, el euro fue adoptado de manera unilateral por Montenegro y Kosovo. El euro es la segunda moneda de reserva así como la segunda moneda más negociada y utilizada en transacciones internacionales en el mundo, después del dólar estadounidense.
Unos 347 millones de ciudadanos viven en los 20 Estados de la eurozona. Además, más de 240 millones de personas alrededor del mundo usan monedas fijadas al euro, incluyendo más de 190 millones de africanos. 
El nombre de «euro» fue adoptado oficialmente el 16 de diciembre de 1995 en Madrid. El euro se introdujo en los mercados financieros mundiales como una moneda de cuenta el 1 de enero de 1999, reemplazando la antigua Unidad Monetaria Europea (ecu) en una proporción de 1:1.
Las monedas y billetes entraron en circulación el 1 de enero de 2002 en los 12 Estados de la Unión Europea que adoptaron el euro en aquel año: Alemania, Austria, Bélgica, España, Finlandia, Francia, Grecia, Irlanda, Italia, Luxemburgo, Países Bajos y Portugal. Además también adoptaron el euro aquel año los microestados europeos de Ciudad del Vaticano, Mónaco y San Marino, que tenían acuerdos con países de la Unión Europea, y Andorra de manera no oficial. En 2011, Andorra firmó un acuerdo monetario con la Unión Europea, el cual entró en vigor el 1 de abril de 2012, que supuso la adopción del euro por Andorra de manera oficial.
El 1 de enero de 2007, Eslovenia se incorporó a la zona euro. Malta y Chipre lo hicieron el 1 de enero de 2008 y Eslovaquia el 1 de enero de 2009. Estonia se incorporó el 1 de enero de 2011, siendo el primer país que había formado parte de la URSS que se convirtió en miembro de la eurozona. Letonia se incorporó el 1 de enero de 2014 y Lituania lo hizo el 1 de enero de 2015. Croacia adoptó el euro el 1 de enero de 2023, convirtiéndose en el país más reciente en adoptar la moneda común europea.

### Banco Central Europeo
El Banco Central Europeo (BCE) es el banco central de los Estados de la Unión Europea que tienen el euro como moneda (eurozona). Dirige el Eurosistema y conforma también, junto con los bancos centrales nacionales de los demás Estados miembros ajenos a la eurozona, el Sistema Europeo de Bancos Centrales. El Banco Central Europeo se creó en junio de 1998 como órgano encargado de la ejecución y gestión de la política monetaria de la Unión. Tiene su sede en Fráncfort del Meno y está presidido por Christine Lagarde (2019). En la actualidad se encuentra regulado en los artículos 282 a 284 del Tratado de Funcionamiento. No fue hasta el año 2009 con el Tratado de Lisboa cuando adquirió la condición de institución de la Unión Europea.
A diferencia de otros organismos como, por ejemplo, la Reserva Federal de los Estados Unidos, el objetivo principal del Banco Central Europeo es la estabilidad de precios en la zona euro, definida por el Consejo de Gobierno como una inflación (índice de precios al consumo armonizado) cercana al 2 % a medio plazo, aparte tiene además objetivos prioritarios tales como el crecimiento económico y el pleno empleo.
Las principales tareas del Banco Central Europeo son definir y ejecutar la política monetaria de la zona euro, dirigir las operaciones de cambio de divisas, cuidar de las reservas internacionales del Sistema Europeo de Bancos Centrales y promover el buen funcionamiento de la infraestructura del mercado financiero. Además, tiene el derecho exclusivo de autorizar la emisión de billetes de euro. Los Estados miembros pueden emitir monedas de euro, pero la cantidad debe ser autorizada de antemano por el BCE.
El Banco Central Europeo también debe cooperar  a nivel internacional con organismos y entidades de terceras partes. Por último, contribuye a mantener un sistema financiero estable y a la vigilancia del sector bancario europeo. Esto se pudo observar, por ejemplo, en la intervención del BCE durante la crisis crediticia de 2007, en la que se prestó millones de euros a los bancos para estabilizar el sistema financiero.
Aunque el BCE se rige directamente por la legislación de la Unión Europea de rango superior a la legislación mercantil aplicable a las empresas privadas, su puesta en marcha se asemejó a la de una sociedad anónima en el sentido de que el BCE tiene acciones y capital social. Su capital actual es de 10 760 millones de euros, que está en manos de los bancos centrales de los Estados miembros que actúan como accionistas, aunque inicialmente contaba con 5760 millones. La clave (distribución) de la asignación de capital inicial se determinó en 1998 basada en la población de los estados y el PIB, pero esa clave es regulable y ha sido modificada en seis ocasiones. Las acciones del BCE no son transferibles y no pueden utilizarse como garantía.

## Mercado interior y libre circulación
El Mercado Único Europeo, es el mercado interior de la Unión Europea donde circulan libremente los bienes, servicios, capitales, las personas y, en su interior, los ciudadanos de la Unión pueden residir, trabajar, estudiar o hacer negocios con total libertad. Es uno de los instrumentos de integración social y económica de la Unión, del cual derivan, entre otros, la Unión Económica y Monetaria. Es parte fundamental de la economía de la Unión Europea.
Los países miembros de la AELC (excepto Suiza) participan en este mercado interior gracias al Espacio Económico Europeo (EEE), un acuerdo comercial entre la Unión Europea y los países de la AELC.
El mercado interior aparece mencionado en el artículo 3.3 del Tratado de la Unión Europea como uno de los objetivos que tiene que alcanzar la UE.

Art 26.1 del TFUE;
la Unión adoptará las medidas destinadas a establecer el mercado interior y a garantizar su funcionamiento

La libre circulación de capitales es definida por el Tratado de Funcionamiento de la Unión Europea. De forma paralela, se menciona la libre circulación de pagos, que dada su naturaleza, recibe idéntica regulación que la de capitales.
Así pues, por norma general se prohíbe cualquier restricción a los movimientos de pagos y capitales, tanto entre Estados miembros, como entre países extracomunitarios y Estados miembros.
Se contemplan, no obstante, algunas excepciones a la prohibición de restringir los movimientos de pagos y capitales. En primer lugar, subsisten las restricciones anteriores al 31 de diciembre de 1993, existentes entre países extraterrestres y Estados miembros, y relativas a inversiones directas, incluidas las inmobiliarias, el establecimiento, la prestación de servicios financieros o la admisión de valores en los mercados de capitales.

## Política regional
La política regional de la Unión Europea es la principal política de inversiones regionales y sociales y tiene como objetivo reducir las disparidades socioeconómicas y territoriales que existen entre las regiones de la Unión. Esta política cubre todas las regiones europeas, aunque estas regiones pertenecen a diferentes categorías, dependiendo mayoritariamente de su situación económica.
| Política regional de la UE |
| --- |
| Para conseguir esta convergencia socioeconómica la Unión dispone de varios Fondos Estructurales: - El Fondo Europeo de Desarrollo Regional (FEDER); - El Fondo Social Europeo (FSE); - El Fondo Europeo Agrícola de Desarrollo Rural (FEADER); - El Instrumento Financiero de Orientación Pesquera (IFOP); |
| La Unión Europea, dispone además de una serie de iniciativas reservadas para acciones de carácter innovador, las cuales en origen eran 13, y actualmente tan solo se mantienen cuatro: - El programa Interreg, cuyo objetivo es estimular la cooperación transfronteriza, transnacional e interregional; - El programa LEADER, que se propone fomentar el desarrollo rural; - El programa EQUAL, que prevé el desarrollo de nuevos métodos de lucha contra las discriminaciones y desigualdades de todo tipo para acceder al mercado laboral; - El programa URBAN, que fomenta la revitalización económica y social de las ciudades y de las zonas suburbanas en crisis. |

Más de un tercio del presupuesto de la UE está dedicado a esta política, que persigue eliminar disparidades económicas, sociales y territoriales dentro de la UE, reestructurar las áreas con declive industrial y diversificar las áreas rurales que tienen una agricultura en declive. En hacer esto, la política regional de la UE está orientada en hacer las regiones más competitivas, fomentando el crecimiento económico y la creación de puestos de trabajo. La política también tiene un papel en objetivos más amplios de cara el futuro, incluido el cambio climático, el abastecimiento energético y la globalización.
La ampliación más importante de la UE tuvo lugar en mayo de 2004 con diez nuevos Estados miembros, en su mayoría procedentes de Europa Central u Oriental, seguida por la adhesión de Bulgaria y Rumanía en enero de 2007. La mayoría de estos países eran más pobres en ese momento que los miembros pretéritos y esto significó una reducción de la renta per cápita media de la UE, lo cual hizo que algunas regiones de la anterior UE-15 ya no puedan optar a la ayuda financiera comunitaria, ya que la mayoría de las regiones de los nuevos Estados miembros cumplen los requisitos para recibir dichos fondos.
Áreas económicas de la Unión Europea
Tras la incorporación de los nuevos miembros, hasta un total de 27 países, se consideran como áreas económicas más importantes y con características propias de la UE las siguientes:
- Área continental: Constituida por Francia, Alemania, Bélgica, Países Bajos, Luxemburgo y Austria. Es la de mayor peso económico, con una fuerte concentración industrial y la que se ha considerado como motor de la economía de la Unión.
- Área mediterránea: Constituida por España, Portugal, Italia, Malta, Croacia, Eslovenia, Grecia y Chipre. Su nivel de desarrollo es elevado, ligeramente menor que el del área continental, pero concentra el turismo y una importante parte de la agricultura más productiva de la UE.
- Área del Báltico: Formada principalmente por Finlandia, Suecia y Dinamarca, a los que se han unido Lituania, Estonia, y Letonia. Por un lado son economías muy dinámicas, de gran riqueza forestal y altas inversiones y desarrollo en tecnología, pero su peso no es muy acentuado debido al menor volumen de población y producción que el área continental.
- Área centroeuropea: Formada por la mayoría de Estados incorporados recientemente del centro de Europa y la región de Balcanes en el sur de Europa. Se caracteriza por ser la de menor desarrollo económico, la que precisa todavía una fuerte reconversión en distintos sectores industriales y mantiene unas vinculaciones económicas importantes entre los propios países que la integran, fruto de su pasado reciente. Estos estados serían tales como Hungría, Rumanía, República Checa, Bulgaria, Eslovaquia y Polonia.
- Área irlandesa: Constituida por Irlanda, es una economía muy consolidada, de fuertes vínculos con la economía de Estados Unidos y grandes reservas de petróleo y carbón.

## Presupuesto
El presupuesto anual de la Unión Europea es la previsión normativa y vinculante de todos los ingresos y todos los gastos de la administración comunitaria en el período de un año. Lo elabora, propone y gestiona anualmente la Dirección General de Presupuesto de la Comisión con el fin de ordenar y regular las cuentas públicas de la Unión para el año siguiente, computado desde el 1 de enero hasta el 31 de diciembre. Si bien ha ido aumentando a lo largo del tiempo, actualmente su límite está fijado en el 1,27 % del PIB de la Unión. El presupuesto anual se fija dentro del marco financiero plurianual (MFP) previamente establecido para un período no inferior a cinco años (actualmente 7 años).
Dado que la UE es una entidad política y jurídicamente distinta e independiente de los Estados que la componen, está llamada asimismo a gestionar de forma autónoma e independiente los medios de ingreso, gasto y gestión financiera propios, dirigidos a sostener e impulsar las políticas comunes de la Unión. Así, por ejemplo, para hacer frente a sus necesidades financieras en 2020, la UE dispuso de un presupuesto de 172 500 millones de euros en compromisos, y 155 400 millones de euros en pagos. En abril de ese año, el Consejo adoptó rectificaciones destinadas a proporcionar ayuda adicional: se destinaron 3100 millones de euros a la lucha contra la Pandemia de enfermedad por coronavirus y 350 millones más para ayudar a Grecia en su respuesta al incremento de la presión migratoria.
La preparación y aprobación del presupuesto se llevan a cabo mediante un proceso legislativo de carácter especial, que involucra a diversas instituciones comunitarias, entre ellas la Comisión Europea, encargada de presentar el proyecto y ejecutar el presupuesto, y el Parlamento Europeo con el Consejo, que ejercen la función de aprobar o rechazar el proyecto presupuestario presentado por la Comisión. Los mecanismos jurídicos e institucionales que dan vida, sostienen y culminan los presupuestos conforman el llamado procedimiento presupuestario según lo establecido en el artículo 314 del Tratado de Funcionamiento de la Unión Europea.
La UE se nutre de los recursos que le transfieren los Estados miembros y que le corresponden por derecho, los conocidos como recursos propios, los cuales provienen fundamentalmente de las exacciones agrícolas, de los derechos de aduanas, de una cuota sobre el IVA y de una cuota en relación con el PIB. Mientras que el resto de recursos tienen fundamentalmente un carácter testimonial, ya que suponen solo un 1 % de los ingresos de la Unión, como son las multas impuestas por la Comisión Europea o el excedente positivo, si hay, del año anterior.

## Comité Económico y Social
El Comité Económico y Social debe ser consultado por el Consejo, la Comisión o el Parlamento Europeo en los casos previstos por los Tratados. Este dictamen preceptivo se produce antes de la adopción de un gran número de actos relativos al mercado común, educación, protección de los consumidores, medio ambiente, desarrollo regional y ámbito social.

## Paridad del poder adquisitivo
| PIB en la Unión Europea según Paridad del poder adquisitivo | PIB en la Unión Europea según Paridad del poder adquisitivo | PIB en la Unión Europea según Paridad del poder adquisitivo          | PIB en la Unión Europea según Paridad del poder adquisitivo          | PIB en la Unión Europea según Paridad del poder adquisitivo          | PIB en la Unión Europea según Paridad del poder adquisitivo          | PIB en la Unión Europea según Paridad del poder adquisitivo          | PIB en la Unión Europea según Paridad del poder adquisitivo          | PIB en la Unión Europea según Paridad del poder adquisitivo          | PIB en la Unión Europea según Paridad del poder adquisitivo          | PIB en la Unión Europea según Paridad del poder adquisitivo          | PIB en la Unión Europea según Paridad del poder adquisitivo          | PIB en la Unión Europea según Paridad del poder adquisitivo          | PIB en la Unión Europea según Paridad del poder adquisitivo          |
| Estados miembros                                            | PPA 2018 millones de dólares                                | Evolución del PIB per cápita en PPA con respecto a la media de la UE | Evolución del PIB per cápita en PPA con respecto a la media de la UE | Evolución del PIB per cápita en PPA con respecto a la media de la UE | Evolución del PIB per cápita en PPA con respecto a la media de la UE | Evolución del PIB per cápita en PPA con respecto a la media de la UE | Evolución del PIB per cápita en PPA con respecto a la media de la UE | Evolución del PIB per cápita en PPA con respecto a la media de la UE | Evolución del PIB per cápita en PPA con respecto a la media de la UE | Evolución del PIB per cápita en PPA con respecto a la media de la UE | Evolución del PIB per cápita en PPA con respecto a la media de la UE | Evolución del PIB per cápita en PPA con respecto a la media de la UE | Evolución del PIB per cápita en PPA con respecto a la media de la UE |
| Estados miembros                                            | PPA 2018 millones de dólares                                | 1997                                                                 | 1998                                                                 | 2002                                                                 | 2003                                                                 | 2004                                                                 | 2005                                                                 | 2006                                                                 | 2007                                                                 | 2008                                                                 | 2009                                                                 | 2010                                                                 | 2011                                                                 |
| ----------------------------------------------------------- | ----------------------------------------------------------- | -------------------------------------------------------------------- | -------------------------------------------------------------------- | -------------------------------------------------------------------- | -------------------------------------------------------------------- | -------------------------------------------------------------------- | -------------------------------------------------------------------- | -------------------------------------------------------------------- | -------------------------------------------------------------------- | -------------------------------------------------------------------- | -------------------------------------------------------------------- | -------------------------------------------------------------------- | -------------------------------------------------------------------- |
| Unión Europea                                               | 18.612.596                                                  | 100,0                                                                | 100,0                                                                | 100,0                                                                | 100,0                                                                | 100,0                                                                | 100,0                                                                | 100,0                                                                | 100,0                                                                | 100,0                                                                | 100,0                                                                | 100,0                                                                | 100,0                                                                |
| Alemania €                                                  | 4.379.073                                                   | 124,2                                                                | 122,3                                                                | 122,1                                                                | 118,5                                                                | 116,6                                                                | 115,0                                                                | 116,4                                                                | 116,3                                                                | 116,8                                                                | 116,1                                                                | 115,7                                                                | 115,6                                                                |
| Francia €                                                   | 2.968.529                                                   | 114,6                                                                | 115,0                                                                | 114,7                                                                | 115,4                                                                | 115,7                                                                | 115,9                                                                | 111,7                                                                | 109,9                                                                | 110,6                                                                | 108,7                                                                | 108,4                                                                | 107,8                                                                |
| Italia €                                                    | 2.398.173                                                   | 119,0                                                                | 119,7                                                                | 117,5                                                                | 116,8                                                                | 117,3                                                                | 111,9                                                                | 110,7                                                                | 106,6                                                                | 104,8                                                                | 104,1                                                                | 103,5                                                                | 101,8                                                                |
| España €                                                    | 1.867.878                                                   | 93,2                                                                 | 95,3                                                                 | 96,3                                                                 | 97,3                                                                 | 98,1                                                                 | 100,4                                                                | 100,9                                                                | 100,9                                                                | 102,0                                                                | 104,6                                                                | 105,0                                                                | 102,6                                                                |
| Polonia                                                     | 595.515                                                     | 46,7                                                                 | 47,8                                                                 | 48,5                                                                 | 48,2                                                                 | 47,5                                                                 | 48,3                                                                 | 48,9                                                                 | 50,6                                                                 | 51,3                                                                 | 51,9                                                                 | 54,4                                                                 | 56,4                                                                 |
| Países Bajos €                                              | 972.452                                                     | 127,0                                                                | 128,5                                                                | 130,8                                                                | 134,2                                                                | 133,7                                                                | 133,3                                                                | 129,3                                                                | 129,1                                                                | 130,8                                                                | 131,1                                                                | 132,1                                                                | 134,0                                                                |
| Bélgica €                                                   | 549.749                                                     | 125,6                                                                | 122,8                                                                | 123,0                                                                | 126,1                                                                | 123,7                                                                | 125,3                                                                | 123,3                                                                | 121,1                                                                | 119,7                                                                | 117,7                                                                | 115,6                                                                | 115,1                                                                |
| Suecia                                                      | 542.834                                                     | 123,8                                                                | 123,2                                                                | 126,1                                                                | 127,6                                                                | 122,6                                                                | 122,2                                                                | 124,0                                                                | 126,                                                                 | 121,8                                                                | 122,9                                                                | 125,2                                                                | 122,3                                                                |
| Austria €                                                   | 483.993                                                     | 131,3                                                                | 131,5                                                                | 131,1                                                                | 131,3                                                                | 125,0                                                                | 126,2                                                                | 126,7                                                                | 126,8                                                                | 124,4                                                                | 124,6                                                                | 122,9                                                                | 123,5                                                                |
| Rep. Checa                                                  | 396.422                                                     | 72,9                                                                 | 70,4                                                                 | 69,5                                                                 | 68,4                                                                 | 70,2                                                                 | 70,4                                                                 | 73,4                                                                 | 75,1                                                                 | 75,9                                                                 | 77,0                                                                 | 80,0                                                                 | 80,3                                                                 |
| Irlanda €                                                   | 378.522                                                     | 114,6                                                                | 120,9                                                                | 125,7                                                                | 130,8                                                                | 132,3                                                                | 137,7                                                                | 140,5                                                                | 141,7                                                                | 143,7                                                                | 145,1                                                                | 147,8                                                                | 135,4                                                                |
| Portugal €                                                  | 328.808                                                     | 78,5                                                                 | 79,1                                                                 | 81,1                                                                 | 81,0                                                                 | 80,2                                                                 | 79,7                                                                 | 79,1                                                                 | 77,0                                                                 | 79,3                                                                 | 78,8                                                                 | 78,1                                                                 | 78,5                                                                 |
| Grecia €                                                    | 312.538                                                     | 84,5                                                                 | 83,3                                                                 | 82,7                                                                 | 84,0                                                                 | 86,5                                                                 | 90,1                                                                 | 92,6                                                                 | 93,9                                                                 | 91,8                                                                 | 93                                                                   | 92,7                                                                 | 94,3                                                                 |
| Hungría                                                     | 308.183                                                     | 53,1                                                                 | 54,5                                                                 | 54,7                                                                 | 55,3                                                                 | 58,9                                                                 | 61,6                                                                 | 62,8                                                                 | 63,4                                                                 | 63,1                                                                 | 63,2                                                                 | 62,6                                                                 | 64,4                                                                 |
| Dinamarca                                                   | 300.308                                                     | 133,1                                                                | 131,9                                                                | 130,7                                                                | 131,6                                                                | 127,8                                                                | 128,4                                                                | 124,1                                                                | 125,6                                                                | 123,6                                                                | 124,1                                                                | 121,2                                                                | 120,1                                                                |
| Finlandia €                                                 | 257.172                                                     | 110,3                                                                | 113,8                                                                | 114,6                                                                | 117,1                                                                | 115,1                                                                | 114,8                                                                | 112,5                                                                | 116,1                                                                | 114,3                                                                | 114,0                                                                | 117,8                                                                | 116,8                                                                |
| Rumania                                                     | 217.012                                                     | :                                                                    | :                                                                    | 26,2                                                                 | 26,0                                                                 | 27,8                                                                 | 29,4                                                                 | 31,3                                                                 | 34,1                                                                 | 35                                                                   | 38,4                                                                 | 41,6                                                                 | :                                                                    |
| Eslovaquia €                                                | 191.094                                                     | 51,3                                                                 | 52,0                                                                 | 50,5                                                                 | 50,1                                                                 | 52,4                                                                 | 54,1                                                                 | 55,4                                                                 | 57,0                                                                 | 60,2                                                                 | 63,3                                                                 | 67,6                                                                 | 72,2                                                                 |
| Bulgaria                                                    | 162.680                                                     | 26,4                                                                 | 26,9                                                                 | 26,9                                                                 | 27,7                                                                 | 29,2                                                                 | 30,9                                                                 | 32,5                                                                 | 33,7                                                                 | 34,5                                                                 | 36,5                                                                 | 37,7                                                                 | 41,3                                                                 |
| Lituania                                                    | 96.910                                                      | 34,6                                                                 | 35,6                                                                 | 36,0                                                                 | 36,7                                                                 | 38,7                                                                 | 41,2                                                                 | 43,3                                                                 | 45,6                                                                 | 48,6                                                                 | 51,6                                                                 | 55,7                                                                 | 57,0                                                                 |
| Eslovenia €                                                 | 76.141                                                      | 77,7                                                                 | 78,6                                                                 | 80,6                                                                 | 79,7                                                                 | 79,6                                                                 | 82,2                                                                 | 83,4                                                                 | 86,3                                                                 | 87,5                                                                 | 87,6                                                                 | 88,6                                                                 | 90,9                                                                 |
| Luxemburgo €                                                | 66.114                                                      | 214,5                                                                | 217,3                                                                | 237,2                                                                | 243,7                                                                | 234,0                                                                | 240,2                                                                | 247,5                                                                | 252,7                                                                | 254,4                                                                | 272,1                                                                | 275,0                                                                | 276,3                                                                |
| Letonia €                                                   | 57.332                                                      | 38,6                                                                 | 40,4                                                                 | 38,9                                                                 | 39,3                                                                 | 41,5                                                                 | 44,1                                                                 | 49,0                                                                 | 50,4                                                                 | 52,9                                                                 | 55,3                                                                 | 59,3                                                                 | 61,9                                                                 |
| Estonia €                                                   | 44.196                                                      | 41,9                                                                 | 42,5                                                                 | 42,5                                                                 | 45,0                                                                 | 46,4                                                                 | 49,9                                                                 | 54,5                                                                 | 57,4                                                                 | 61,6                                                                 | 65,1                                                                 | 68,8                                                                 | 67,4                                                                 |
| Chipre €                                                    | 33.799                                                      | 85,8                                                                 | 86,7                                                                 | 87,3                                                                 | 88,7                                                                 | 90,9                                                                 | 89,2                                                                 | 88,9                                                                 | 90,3                                                                 | 90,9                                                                 | 90,6                                                                 | 93,5                                                                 | 95,8                                                                 |
| Malta €                                                     | 20.823                                                      | 80,5                                                                 | 80,5                                                                 | 80,9                                                                 | 83,6                                                                 | 77,9                                                                 | 79,5                                                                 | 78,3                                                                 | 77,0                                                                 | 77,8                                                                 | 77,2                                                                 | 76,7                                                                 | 76,0                                                                 |